# موسيقى خفيفة
الموسيقي الخفيفة هي موسيقي هادئة مريحة للاعصاب ظهرت بعد الحرب العالمية الأولي في بريطانيا. وتعمل على استراخاء الجسم والتخلص من التوتر والشحنات الزائدة في الجسم وتساعد على اظهار المشاعر المكبوتة والتعبير عنها